# Kiss (film 1963)
Kiss è un film del 1963 diretto da Andy Warhol.

## Trama
Diverse coppie – donna e uomo, donna e donna, uomo e uomo – si baciano per 3 minuti e mezzo ciascuno.

## Produzione
È uno dei primi film che Warhol ha prodotto all'interno della Factory a New York.

## Curiosità
- A Kiss  hanno fatto seguito Eat (1963), Sleep (1963) e Blow Job (1964).
- Venne trasmesso per la prima volta in televisione il 31 gennaio 1970 su un canale tv dell'allora Germania Ovest.